# アウダーチェ (駆逐艦・3代)
アウダーチェ（イタリア語: Audace, D 551）は、イタリア海軍のアウダーチェ級駆逐艦1番艦。艦名は勇敢、大胆、不敵を意味するイタリア語に由来する。

## 艦歴
「アウダーチェ」は、リウーニティ造船リヴァ・トリゴソ造船所で1968年4月27日に起工し、1971年10月2日に進水、1972年11月16日に就役する。
1987年から1990年にかけて兵装の改修工事が行なわれ、艦隊防空ミサイルはRIM-24 ターターからRIM-66 SM-1MRに変更されたほか、127mm単装砲2番砲を撤去してアルバトロス個艦防空ミサイル・システムの8連装発射機への交換、ヘリコプター格納庫の拡大などの近代化が図られた。
ソマリア内戦勃発に伴い「アウダーチェ」は1982年7月に国際連合主導による調停活動支援のために派遣される。1984年2月から3月にかけてレバノン沖に派遣。1986年にはリビア爆撃に対するリビアによる報復行動に備えるためにジラソーレ作戦に参加する。1991年1月から3月にかけては砂漠の嵐作戦に参加しペルシャ湾にて展開する。
2006年9月28日に退役する。現役間の全行程は630,000海里におよび、57,000時間活動した。